# Саут-Райдінг (Вірджинія)
Саут-Райдінг (англ. South Riding) — переписна місцевість (CDP) в США, в окрузі Лаудун штату Вірджинія. Населення — 33 877 осіб (2020).

## Географія
Саут-Райдінг розташований за координатами 38°54′45″ пн. ш. 77°30′48″ зх. д. / 38.91250° пн. ш. 77.51333° зх. д. (38.912391, -77.513267).  За даними Бюро перепису населення США в 2010 році переписна місцевість мала площу 18,06 км², з яких 17,87 км² — суходіл та 0,19 км² — водойми.

## Демографія
Згідно з переписом 2010 року, у переписній місцевості мешкало 24 256 осіб у 7414 домогосподарствах у складі 6228 родин. Густота населення становила 1343 особи/км².  Було 7653 помешкання (424/км²).
Расовий склад населення:
| - 58,2 % — білих - 28,9 % — азіатів - 6,4 % — чорних або афроамериканців - 0,2 % — корінних американців - 0,1 % — вихідців з тихоокеанських островів - 2,1 % — осіб інших рас |

До двох чи більше рас належало 4,0 %. Частка іспаномовних становила 7,4 % від усіх жителів.
За віковим діапазоном населення розподілялося таким чином: 35,7 % — особи молодші 18 років, 60,8 % — особи у віці 18—64 років, 3,5 % — особи у віці 65 років та старші. Медіана віку мешканця становила 33,0 року. На 100 осіб жіночої статі у переписній місцевості припадало 96,2 чоловіків;  на 100 жінок у віці від 18 років та старших — 94,2 чоловіків також старших 18 років.
Середній дохід на одне домашнє господарство  становив 153 441 долар США (медіана — 140 766), а середній дохід на одну сім'ю — 161 893 долари (медіана — 152 091). Медіана доходів становила 107 325 доларів для чоловіків та 71 703 долари для жінок. За межею бідності перебувало 2,6 % осіб, у тому числі 3,0 % дітей у віці до 18 років та 0,0 % осіб у віці 65 років та старших.
Цивільне працевлаштоване населення становило 13 615 осіб. Основні галузі зайнятості: науковці, спеціалісти, менеджери — 31,0 %, освіта, охорона здоров'я та соціальна допомога — 14,5 %, роздрібна торгівля — 9,3 %, публічна адміністрація — 9,3 %.